# Árpád Érsek
Árpád Érsek, maďarsky Érsek Árpád, (* 22. červen 1958, Bratislava) je slovenský pedagog, reprezentační trenér šermu a politik maďarské národnosti, v letech 2012 až 2016 poslanec Národní rady SR za stranu Most-Híd, mezi lety 2016 a 2020 vykonával funkci ministra dopravy, výstavby a regionálního rozvoje Slovenské republiky.

## Biografie
Narodil se roku v 1958 v Bratislavě v tehdejším Československu. Odmaturoval na Gymnáziu v Šamoríně, poté studoval na Fakultě tělesné výchovy a sportu Univerzita Komenského v Bratislavě, kde roku 1984 získal titul doktor pedagogiky. V letech 1986 až 2006 pracoval jako reprezentační trenér šermu v Národním sportovním centru SR. Hovoří plynně maďarsky, německy, rusky a slovensky. Je ženatý a má dvě děti. Žije ve městě Šamorín na Bratislavském kraji.

### Politická kariéra
- Parlamentní volby na Slovensku 2010: zvolen poslancem NR SR za Most-Híd.
- Parlamentní volby na Slovensku 2012: zvolen poslancem NR SR za Most-Híd.
- Parlamentní volby na Slovensku 2016: zvolen poslancem NR SR za Most-Híd. Od 31. srpna 2016 do 20. března 2020 vykonával funkci ministra dopravy, výstavby a regionálního rozvoje ve třetí vládě Roberta Fica a rovněž ve vládě Petra Pellegriniho.